# Hartmann von der Tann (Großprior)

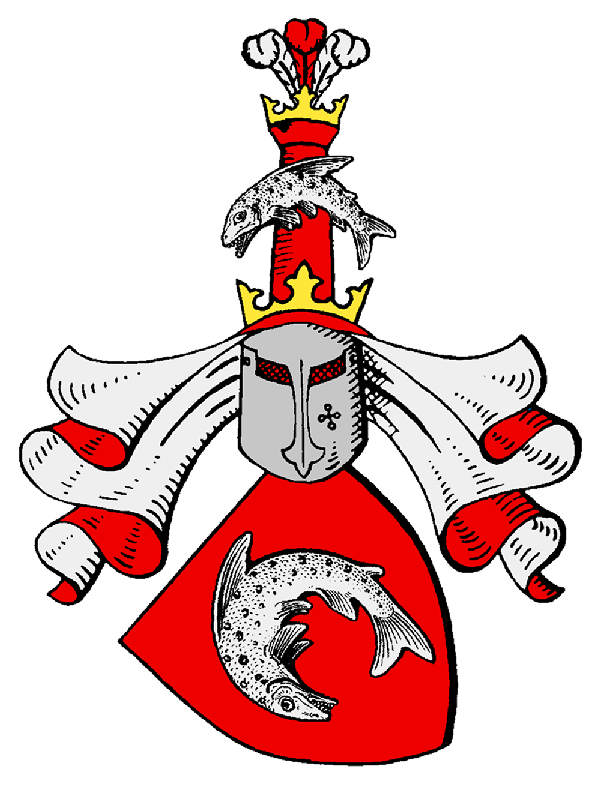
Wappen der Familie von der Tann

Hartmann von der Tann (* 2. Oktober 1566 auf dem Rockenstuhl; † 15. Dezember 1647 in Heitersheim) war von 1635 bis 1647 Großprior des deutschen Johanniterordens.

## Leben
Hartmann entstammt der Eberhardischen Linie des fränkischen Geschlechts der Herren von der Tann. Er war der Sohn des würzburgischen Rats Melchior Anhard von der Thann. Sein Großvater Eberhard von der Tann hatte 1534 in seiner Herrschaft die Reformation eingeführt.
Hartmann wurde 1575 Domizellar von Würzburg. 1583/84 studierte er am Germanikum in Rom und 1585 in Siena. Ende dieses Jahres wechselte er nach Ingolstadt. Auf seinen Wunsch nutze die Familie ihre Beziehungen um ihm einen Wechsel vom Domkapitel zu den Johannitern zu ermöglichen. Der Vater betrachtete die finanziellen Unterstützungen für seinen Sohn als Investition, die dieser nach der erwarteten Zuweisung von Kommenden zurückzahlen sollte.
1587 gab er seinen Sitz im Domkapitel zugunsten seines Bruders auf und kam nach Malta, wo er nach der Teilnahme an ersten Seegefechten am 12. August 1587 in den Orden aufgenommen wurde. Nach Berichten und Briefen war er viele Jahre am Seekrieg der Johanniter gegen die Türken beteiligt. 1594 nahm er für die deutsche Zunge am Konvent des Ordens teil. 1598 war er Statthalter des Großbailli. Bereits vor 1602 erhielt er die Kommenden Überlingen und Sulz. 1607 war er Titular-Bailli von Brandenburg und 1609 wurde er als Prior von Ungarn und Komtur von Colmar bezeichnet. Die Komturei Mechelen hatte er zwischen 1613 und 1638 und als Komtur von Leuggern trat er zwischen 1599 und 1609 auf. Am 9. Mai 1635 trat er als dienstältester deutscher Johanniterritter die Nachfolge des Großpriors Johann Friedrich Hund von Saulheim an. Er erhielt dazu die fünf prioralen Kommenden Utrecht, Köln, Heimbach, Freiburg i.Br. und Bubikon. 1638 im Dreißigjährigen Krieg wurde die Herrschaft Heitersheim von den Schweden teilweise verwüstet und Hartmann floh vor ihnen aus seiner Residenz. Im gleichen Jahr wurde ihm Friedrich von Hessen als Koadjutor zugeordnet.
Hartmann starb in Heitersheim und wurde in der dortigen Franziskanerkirche beigesetzt. Hartmann war der letzte männliche Nachkomme seines Familienzweiges.